# متحف الخرسانة

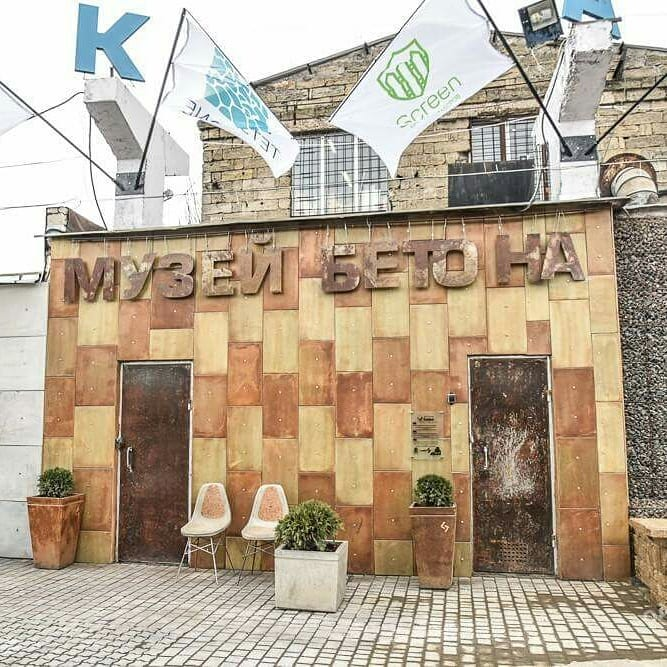
المدخل الرئيسي

متحف الخرسانة هو أول متحف في أوكرانيا مخصص للخرسانة. يقع المتحف في أوديسا في موقع مؤسسة تنتج مواد البناء. افتتح المتحف في 5 ديسمبر 2017. في ذلك الحين، نُظّمت قاعتان مخصصتان للعرض. منذ يناير 2018، أضيفت غرفتان أخريان. اعتبارًا من مايو 2018، بلغ عدد المعروضات في المتحف حوالي 2500 معروضًا مرتبطة بالخرسانة وتكنولوجيا إنتاجها.

## الديكور

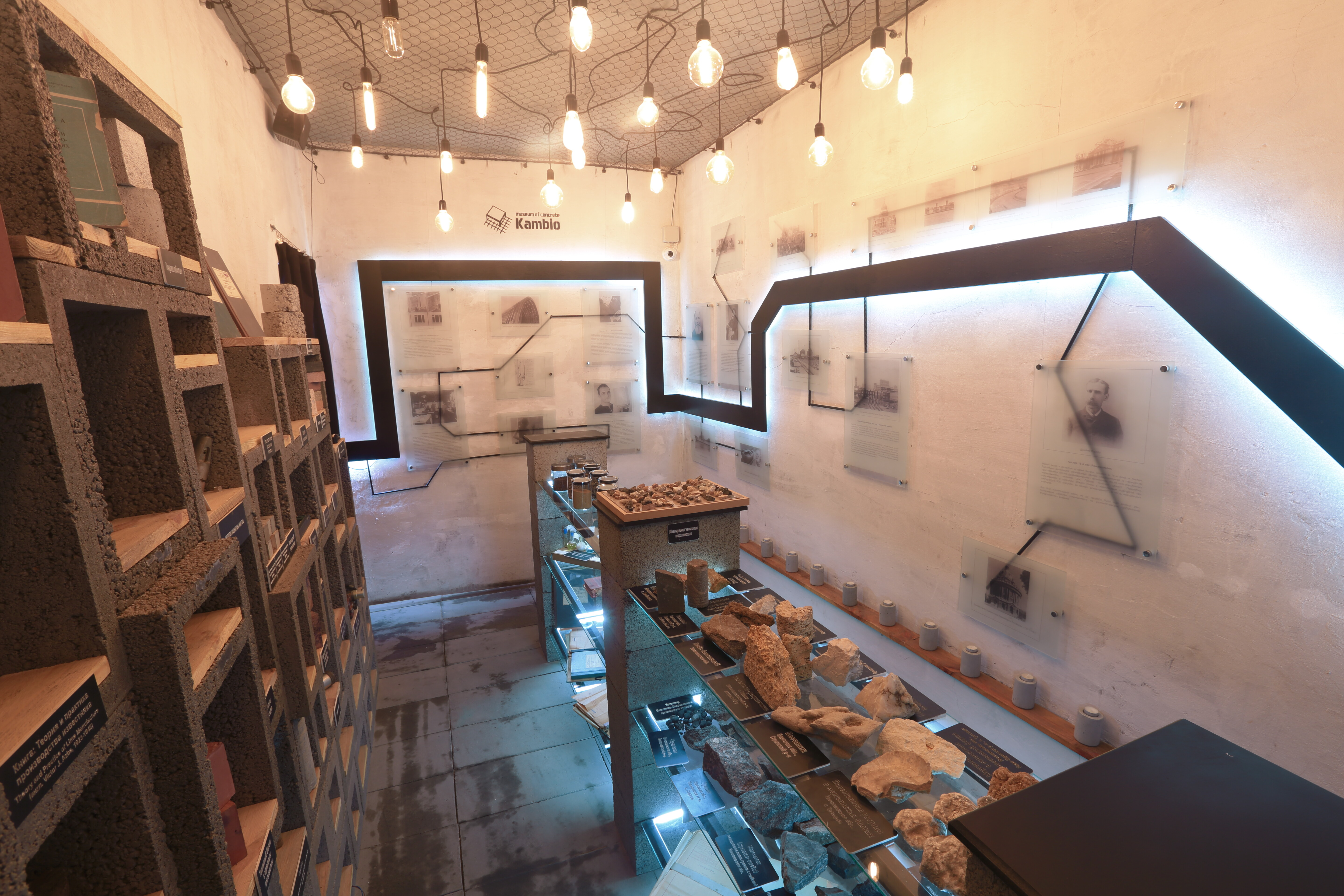
القاعة الأولى

تضم القاعة الأولى عرضًا حول تاريخ ظهور الخرسانة وتطورها كمواد بناء من روما القديمة إلى الألياف الزجاجية. يوجد منطقة عرض منفصلة تضم مجموعة واسعة من الكواشف المستخدمة في الإنتاج الحديث للمنتجات الخرسانية، مثل المواد المضافة المقاومة للماء والملدّنات .
تعيد القاعة الثانية إحياء أجواء الحقبة السوفيتية وتوضح ظروف عمل مهندسي مؤسسة صناعية لإنتاج الخرسانة المسلحة. يوجد في القاعة أيضًا مكتبة فنية حول مواضيع البناء ومنتجات الخرسانة المسلحة.

## القاعة التفاعلية

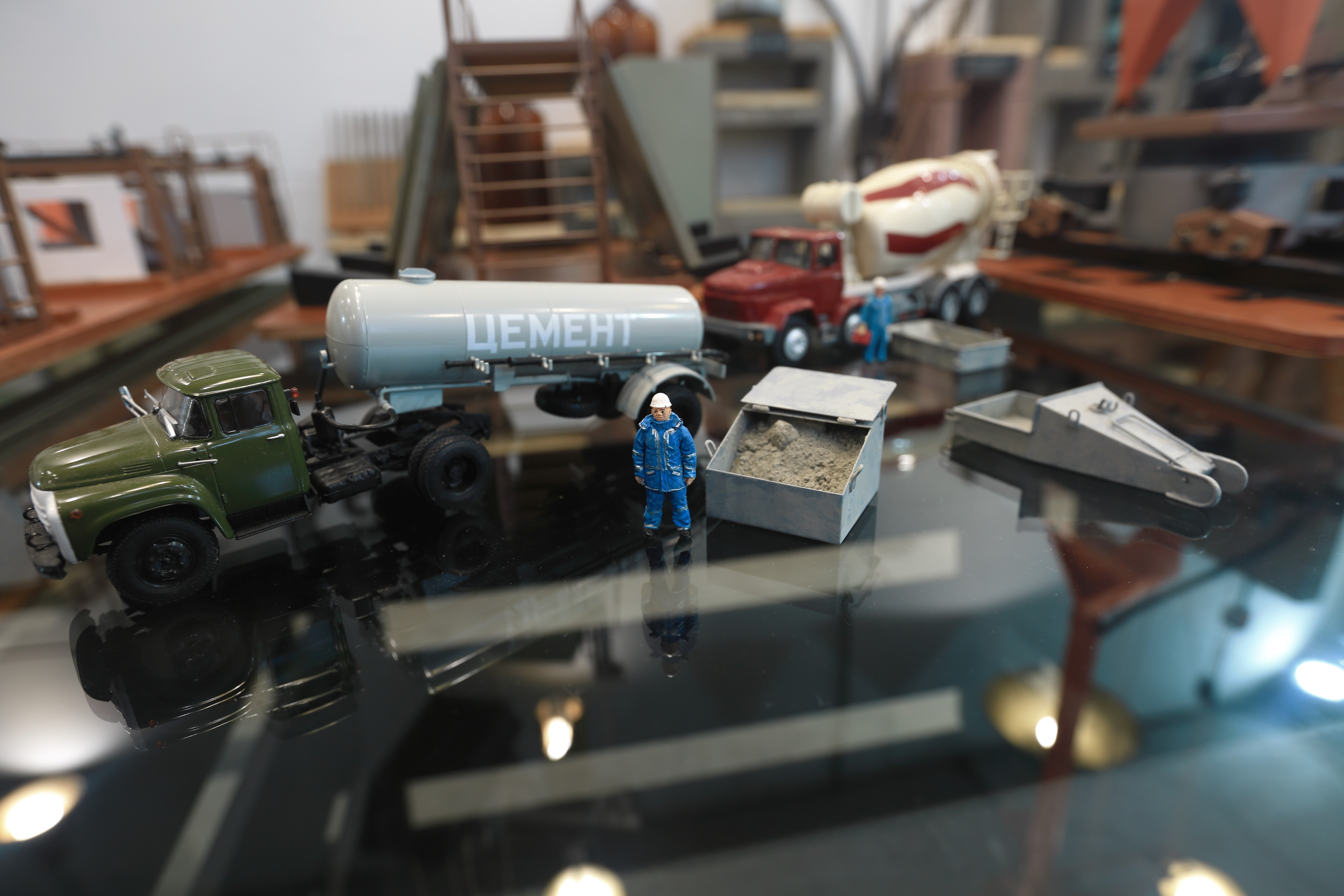
المعروضات

تحتوي القاعة على منصات تفاعلية متصلة، على سبيل المثال، عرض إنتاج وتخزين الألواح الخرسانية المسلحة التي استخدمت في بناء منازل مبنى خروتشوف. ثمة عرض منفصل يضم معدات قياس معملية للمعادن والأشكال المعدنية.

## روابط خارجية
- الموقع الرسمي